# Weki Meki
Weki Meki (hangul: 위키미키; rr: Wiki Miki; anteriormente conhecido como i-Teen Girls), também conhecido como WEME (hangul: 위미; rr: Wimi), foi um grupo feminino sul-coreano formado pela Fantagio Entertainment em 2017. O grupo consiste em oito integrantes: Suyeon, Elly, Yoojung, Doyeon, Sei, Lua, Rina e Lucy. Após 7 anos, em 2024, suas atividades foram encerradas.

## História

### Pré-estreia
As membros começaram como trainees sob a Fantagio, no i-Teen, um programa de desenvolvimento de talentos novatos sob a Fantagio Entertainment e elas eram conhecidas como i-Teen Girls. Elly, Yoojung, Doyeon e Sei (então sob a LOUDers Entertainment) competiram no Produce 101, programa televisivo da Mnet, que foi exibido de 22 de janeiro a 1 de abril de 2016. Yoojung e Doyeon foram classificadas como competidoras finais do Top 11 e estrearam no grupo feminino I.O.I, com seu primeiro mini-album Chrysalis, lançado em 4 de maio de 2016, promovendo como membros do I.O.I até o fim do grupo em janeiro de 2017.
Em 2015, as i-Teen Girls Doyeon, Yoojung, Lua, Lucy e Elly (assim como as ex-estagiárias Chu Yejin e Lee Soomin) tiveram inúmeros aparições no drama da web on-line "To Be Continued",dos seus companheiros de empresa no pré-debut ASTRO
Em março de 2017, Weki Meki (então i-Teen Girls) abriram um canal na Naver VLive Channel onde 8 estagiárias se apresentaram para se preparar para estrear no próximo grupo de garotas pela Fantagio. Esses formandos foram Elly, Yoojung, Doyeon, Sei, Lua, Rina, Lucy e a ex-estagiária Yejin. No dia 4 de junho, no V Live, Yoojung confirmou seu lugar na linha final de Weki Meki, bem como Sei, Lua e Elly. No dia 5 de junho,no VLive, Doyeon confirmou seu lugar na linha final de Weki Meki, bem como Lucy, Rina e a trainee invisível Ji Soo Yeon.
No dia 6 de julho, Fantagio revelou que seu novo grupo de meninas seria chamado Weki Meki.

### 2017—2024: Debut comWEME e Lucky, OOPSY, COOL e Siesta
Em 10 de julho de 2017, Fantagio definiu a data de estreia, no dia 8 de agosto de 2017, confirmando que um showcase seria realizado para celebrar o lançamento. A agência também lançou um cartaz com os números 888, indicando que sua estreia ocorreria no dia 8, do mês 8 às 20h. No dia 23 de julho, a Fantagio lançou as primeiras 8 fotos teasers individuais dos membros do Weki Meki. Em 24 de julho, Fantagio confirmou que Weki Meki estrearia com um novo tipo de conceito chamado "Teen Crush". O single de seu EP de estreia é intitulado "I Don't Like Your Girlfriend". O EP também possui letras escritas por Yoojung. Um mês depois, uma "Versão B" limitada de seu EP de estréia foi liberada fisicamente. Em novembro, de acordo com Gaon Music Chart , o EP vendeu mais de 47 mil cópias físicas desde o lançamento e marcando o álbum mais vendido por um grupo feminino que estreou em 2017. 
Em 21 de fevereiro de 2018, Weki Meki lançou seu segundo longa-metragem intitulado Lucky. O álbum apresenta um total de seis músicas, incluindo single single "La La La" e "Butterfly", sendo o último um remake de uma trilha sonora original do filme de esportes 2009 Take Off, que o grupo lançou em apoio ao Olimpíadas de Inverno 2018.
Em 18 de junho de 2020, o grupo teve seu retorno com o lançamento do 3° mini-álbum "HIDE and SEEK", com o single "OOPSY".
Em 8 de outubro de 2020, o grupo teve seu retorno com o 4° mini-álbum "NEW RULES", com o single "COOL".
Após mais de um ano sem retorno, em 18 de novembro de 2021 o grupo teve seu retorno com o 5° mini-álbum "I AM ME.", com o single "Siesta".
Foi anunciado, em junho de 2024, o fim das atividades do grupo após o lançamento de um single de despedida intitulado "CoinciDestiny".

## Ex-Integrantes
- Suyeon (hangul: 수연), nascida Ji Soo-yeon (hangul: 지수연) em 20 de abril de 1997 (27 anos) em Seul, Coreia do Sul.[6]
- Elly (hangul: 엘리), nascida Jung Hae-rim (hangul: 정해림) em 20 de julho de 1998 (26 anos) em Gunpo, Gyeonggi-do, Coreia do Sul.[7]
- Yoojung (hangul: 유정), nascida Choi Yoo-jung (hangul: 최유정) em 12 de novembro de 1999 (25 anos) em Guri, Gyeonggi-do, Coreia do Sul.
- Doyeon (hangul: 도연), nascida Kim Do-yeon (hangul: 김도연) em 4 de dezembro de 1999 (25 anos) em Incheon, Coreia do Sul.[nota 1][8]
- Sei (hangul: 세이), nascida Lee Seo-jeong (hangul: 이서정) em 7 de janeiro de 2000 (25 anos) em Seul, Coreia do Sul.[9]
- Lua (hangul: 루아), nascida Kim Soo-kyung (hangul: 김수경) em 6 de outubro de 2000 (24 anos) em Seul, Coreia do Sul.[10]
- Rina (hangul: 리나), nascida Kang So-eun (hangul: 강소은) em 27 de setembro de 2001 (23 anos) em Seul, Coreia do Sul.[11]
- Lucy (hangul: 루시), nascida Noh Hyo-jung (hangul: 노효정) em 31 de agosto de 2002 (22 anos) em Goyang, Gyeonggi-do, Coreia do Sul.

## Discografia

#### Extended plays
- 2017: WEME
- 2018: Lucky
- 2018: Kiss, Kicks
- 2019: LOCK END LOL
- 2020: HIDE and SEEK
- 2020: NEW RULES
- 2021: I AM ME.